# Andrej Novak (novinar)
Andrej Novak, slovenski novinar, publicist, prevajalec, diplomat, * 1. april 1940, Ljubljana, † 26. januar 1995, Ljubljana

## Življenje in delo
Novak je leta 1963 diplomiral iz francoščine in angleščine na ljubljanski Filozofski fakulteti. Že leta 1961 se je zaposlil pri časopisu Delo, najprej v gospodarski, od 1965 v zunanjepolitični redakciji kot novinar, nato kot komentator in urednik (1977-80). Bil je stalni dopisnik Dela iz Pariza (1971-74) in Rima (1981-85). Specializiral se je za dogajanja na Bližnjem vzhodu in od tam je kot posebni dopisnik tudi pogostokrat poročal. 1986-90 je delal pri Cankrajevi založbi in prevajal iz angleščine in francoščine. Objavil je več del (Komu Palestina, 1969, Papež Karol Wojtyła (1983). Leta 1990 je odšel v diplomatsko službo in postal 1991 generalni konzul Slovenije v Strasbourgu in 1993 tam vodja stalne misije pri Svetu Evrope. 
Posmrtno je dobil zlati častni znak svobode RS (1996) in nagado Consortium veritatis /Bratsvo resnice (1997).  